# Крашевня
Крашевня или Котешня — левый приток реки Уж, протекающий по Коростенскому району (Житомирская область).

## География
Длина — 10 км. Площадь бассейна — 124 км². Является магистральным каналом осушительной системы, созданной в верховье реки — на болоте Галло и урочище Хотиничи. Служит водоприёмником системы каналов. Большая часть русла, кроме нижнего течения, выпрямлено в канал (канализировано) шириной 6-8 м и глубиной 0,5-2 м.
Берёт начало на болоте Галло восточнее села Лебедь. Река течёт на восток, юго-восток. Впадает в реку Уж (на 204-м км от её устья) в селе Ушомир.
Пойма занята болотами и лугами, частично лесам.
Населённые пункты на реке (от истока к устью):
Коростенский район — Коростенская городская община
1. Бондаревка